# Przewalskia
Przewalskia je rod biljaka iz porodice pomoćnica (krumpirovke). Na popisu su dvije vrste zeljastih trajnica raširenih po Kini i Himalaji
Tipična vrsta je Przewalskia tangutica čiji se Korijen koristi kao lijek za ublažavanje mišićnog spazma, bolova i oteklina. Rod je opisan u Mélanges Biologiques Tirés du Bulletin (Physico-Mathématique de) l'Académie Impèriale des Sciences de St.-Pétersbourg 11: 274. 1881.

## Priznate vrste
1. Przewalskia shebbearei (C.E.C.Fisch.) Grubov
2. Przewalskia tangutica Maxim.